# Российское общество по мультимедиа и цифровым сетям
Российское общество по мультимедиа и цифровым сетям (РОМС) — некоммерческая организация по коллективному управлению правами авторов и иных правообладателей в Интернет. Была создана в 2000 году и функционировала до 2009 года.

## Общая информация
Российское общество по мультимедиа и цифровым сетям (РОМС) было создано в 2000 году. По собственным материалам РОМС, создание организации было одобрено российским правительством. РОМС являлось коллективным управляющим правами авторов и иных правообладателей, в том числе собирало отчисления и выплачивало гонорары. Одним из учредителей РОМС являлось Российское авторское общество. Модель работы РОМС состояла в том, что он, осуществляя свою работу, выдавал платные лицензии на использования музыкального и видео-контента на сайтах от имени неопределённого круга авторов, собирал с сайтов гонорары и распределял их среди правообладателей. Юридической базой для работы РОМС являлись действовавшие в 1994—2007 годах статьи 44-47 закона «Об авторском праве и смежных правах». Этот закон позволял гражданам и организациям не спрашивать разрешение правообладателя на использование объектов, защищенных авторским правом, при условии отчисления платежей управляющим организациям по коллективному управлению авторскими правами, к которым относилось РОМС. В таком случае обязанность по выплатам гонораров авторам и правообладателям ложилась на плечи такой организации.
К июлю 2005 года у РОМС были заключены соглашения с 243 авторами и правообладателями, но выплаты гонораров организация производила с опозданием. Так, выплаты за 2004 год в полном объеме начались только в июле 2005 года. Причитающиеся им деньги получили Игорь Корнелюк, Леонид Агутин, Анжелика Варум, группы «Сливки» и «Ленинград». В 2005 году была создана организация Федерация правообладателей по коллективному управлению Авторскими правами при использовании произведений в Интерактивном Режиме (ФАИР), специализировавшаяся на защите прав музыкантов, композиторов и поэтов-песенников, ставшая альтернативой и конкурентом РОМС .
В 2006—2007 годах, согласно информации газеты «Коммерсантъ», по лицензиям ФАИР и РОМС в интернет-магазинах ежегодно продавались музыкальные файлы в формате mp3 на сумму в 30-50 миллионов долларов в год. Именно по лицензии РОМС длительное время работал скандально известный онлайн-магазин allofmp3.com, подвергшийся преследованию со стороны международного общества по коллективному управлению авторскими правами IFPI и ставший предметом претензий к России со стороны США во время переговоров о вступлении России в ВТО. Allofmp3.com давал РОМС около 50 % лицензионных сборов. Выручка сайта оценивалась в десять миллионов долларов, из которых около полутора миллионов получало РОМС. Отмечалось, что, несмотря на декларировавшуюся готовность выплачивать вознаграждения правообладателям, все ведущие российские и зарубежные лейблы отказывались сотрудничать с РОМС и ФАИР; в адрес этих организаций звучали обвинения в потакании интернет-пиратству. В 2007 году компания Chronopay, обеспечивавшая процессинг платежей в пользу Allofmp3.com, отказала этому сайту и другим лицензиатам РОМС в обслуживании, заявив, что в дальнейшем будет обслуживать только сайты, работающие по лицензиям ФАИР. Представители РОМС подавали жалобу в прокуратуру на Chronopay и лично на его владельца Павла Врублевского, заявив, что те виновны в монопольном ограничении рынка.
В январе 2008 года вступили в силу статьи 1242—1244 четвертой части Гражданского кодекса РФ, вводившие новый порядок коллективного управления авторскими правами. С этого момента управлять имущественными правами без предварительного разрешения правообладателя могли только аккредитованные организации (по данным на 2011 год, таких организаций в России четыре, крупнейшее из них — Российское авторское общество), неаккредитованные организации были обязаны заключать прямые соглашения с правообладателями,. В апреле того же года РОМС объявило, что прекращает прием платежей за скачанную в интернете музыку, права на которую принадлежали крупным лейблам; при этом руководство организации заявляло, что у неё осталось около 300 прямых договоров с правообладателями. Специалисты отмечали, что в связи с новым порядком управления авторскими правами РОМС было «обречено на прозябание»: по некоторым оценкам, организация могла потерять более 60 процентов прибыли.
К лету 2009 года РОМС прекратило свою деятельность.